# البانكة (زنادة)
البانكة هو دُوَّار يقع بجماعة ازنادة، إقليم قلعة السراغنة، جهة مراكش آسفي في المملكة المغربية. ينتمي الدوّار لمشيخة زنادة التي تضم 14 دوار. يقدر عدد سكانه بـ 2487 نسمة حسب الإحصاء الرسمي للسكان والسكنى لسنة 2004.

## روابط خارجية
- البوابة الوطنية للجماعات الترابية
- المندوبية السامية للتخطيط